# Snaar (muziek)
Bij een muziekinstrument is een snaar een dunne draad die onder mechanische spanning staat en in trilling kan worden gebracht om een toon voort te brengen. Een snaar kan onder andere gemaakt zijn van staal, schapendarm, carbon of nylon, en kan samengesteld zijn uit een kern omwonden met een of meer lagen van ander materiaal. De voortgebrachte toon wordt goed hoorbaar gemaakt doordat de trilling via een of beide oplegpunten van de snaar aan een klankversterkend element wordt doorgegeven, zoals bij een gitaar via de brug aan de klankkast, en bij een viool via de kam en de stapel aan boven- en onderblad.

## Geluidsproductie
Een trillende snaar brengt zelf heel weinig lucht in trilling, zodat het directe geluid van de snaar zelf zeer zacht is en nauwelijks hoorbaar. Het geluid van een muziekinstrument wordt dan ook vooral geproduceerd door de trillingen van grotere oppervlakken en volumes, zoals het klankblad dat de lucht in een klankkast (zoals van een viool) in beweging brengt.

## Ontstaan van trillingen
Een snaar zal, als deze aangestoten wordt door tokkelen, hameren of strijken, in trilling gebracht worden. Doordat de trilling longitudinaal aan het klankblad wordt overgedragen, verliest de trilling zijn energie en dooft de snaartrilling, totdat de evenwichtspositie weer bereikt is. Naast deze energie-overdracht dempt de luchtdruk en de elasticiteit van de snaar tevens de trilling, maar in veel mindere mate. Een enkele aanstoting geeft dus een kortdurend geluid. Blijft de aanstoting doorgaan, zoals bij een strijkinstrument, dan duurt het geluid langer.
De trillingen in de snaar planten zich door de snaar voort met een bepaalde snelheid. Deze snelheid is afhankelijk van de spanning in de snaar. Er ontstaan staande golven, met een golflengte die past op de lengte van de snaar. Deze trillingen vormen de resonantiefrequenties van de snaar die afhankelijk zijn van de spanning en de lengte van de snaar. Eventuele excitaties buiten de resonantiefrequenties doven zeer snel uit. De resonantiefrequenties vormen het harmonische spectrum van de snaar, met als laagste toon degrondtoon, en een serie boventonen. In theorie hebben de boventonen frequenties die gehele veelvouden zijn (2, 3, 4, etc.) van de frequentie van de grondtoon. In de praktijk treden echter ook niet-harmonische boventonen op. De snaar trilt dus op meer frequenties tegelijk.

## Knopen en buiken

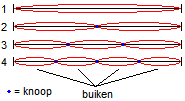
Het ontlede trillingspatroon van een snaar voor de eerste vier harmonischen.

Iedere harmonische heeft de vorm van een staande golf in de snaar. Deze staande golf heeft zijn eigen fysieke punten op de snaar waar de snaar voor die harmonische niet trilt en punten waar de snaar maximaal trilt. Deze punten worden respectievelijk knopen en buiken genoemd. Iedere harmonische heeft een knoop op beide uiteinden van de snaar, omdat de snaar daar vastgeklemd wordt. Op deze punten kan de snaar namelijk niet transversaal trillen. Het nummer van de harmonische bepaalt het aantal buiken. De grondtoon (ook wel eerste harmonische genoemd) heeft één buik, die zich precies op het midden van de snaar bevindt. Vanaf de tweede harmonische zitten er ook knopen op de snaar. Deze knopen bevinden zich precies tussen de buiken. Zo heeft de tweede harmonische twee buiken. Deze worden gescheiden door een knoop, die zich precies in het midden van de snaar bevindt.
Door een trillende snaar in een knoop van een van de harmonischen te dempen, worden bepaalde harmonischen uitgedoofd. De resterende harmonischen zijn dan eigenlijk harmonischen van een trilling met een hogere frequentie. De toepassing hiervan in de muziek wordt flageolet genoemd.

### Historische voorbeelden van de relatie tussen snaarlengte en toonhoogte
Reeds in de Chinese oudheid, rond 2500 v.Chr. was het verschijnsel van de breukverhoudingen al bekend, zoals te zien is op het antieke instrument de guqin.
Eeuwen later maar onafhankelijk hiervan ontstond in de klassieke oudheid de toonverhouding die bekendstaat als de Stemming van Pythagoras, volgens de legende ontwikkeld door de Griekse filosoof Pythagoras aan de hand van experimenten op een monochord. Dit was een instrumentje met een beweegbare kam, zodat gemakkelijk het effect van verschillende snaarlengtes te onderzoeken was.
Bij deze stemming maakte hij gebruik van het lineaire verband tussen de snaarlengte en de consonantie van de eerste vier harmonischen. Door dit verband onderling te extrapoleren ontwikkelde hij een toonladder van acht tonen, waarvan de tonen onderling op een paar uitzonderingen na een volkomen consonante verhouding hadden. Door nog verder te extrapoleren ontwikkelde hij een 12-toonssysteem, met echter één knelpunt: de valse wolfskwint. De tonen uit die toonladder vormden de basis van de latere westerse toonladders en bevatten reeds het octaaf (verhouding 1:2), de reine kwint (2:3), de reine kwart (3:4) en de reine secunde (8:9). Enkele andere intervallen wijken iets af van de reine stemming: de pythagoriaanse grote terts (64:81 in plaats van 4:5), de pythagoriaanse grote sext 16:27 en de pythagoriaanse grote septiem 128:243. Uit de relatief grote getallen in de teller en noemer van de laatste drie intervallen is al eenvoudig te herleiden dat dit geen consonante tonen zijn in relatie tot de grondtoon. Deze verhoudingen hebben echter wel een consonantieverhouding tot andere tonen uit de reeks.

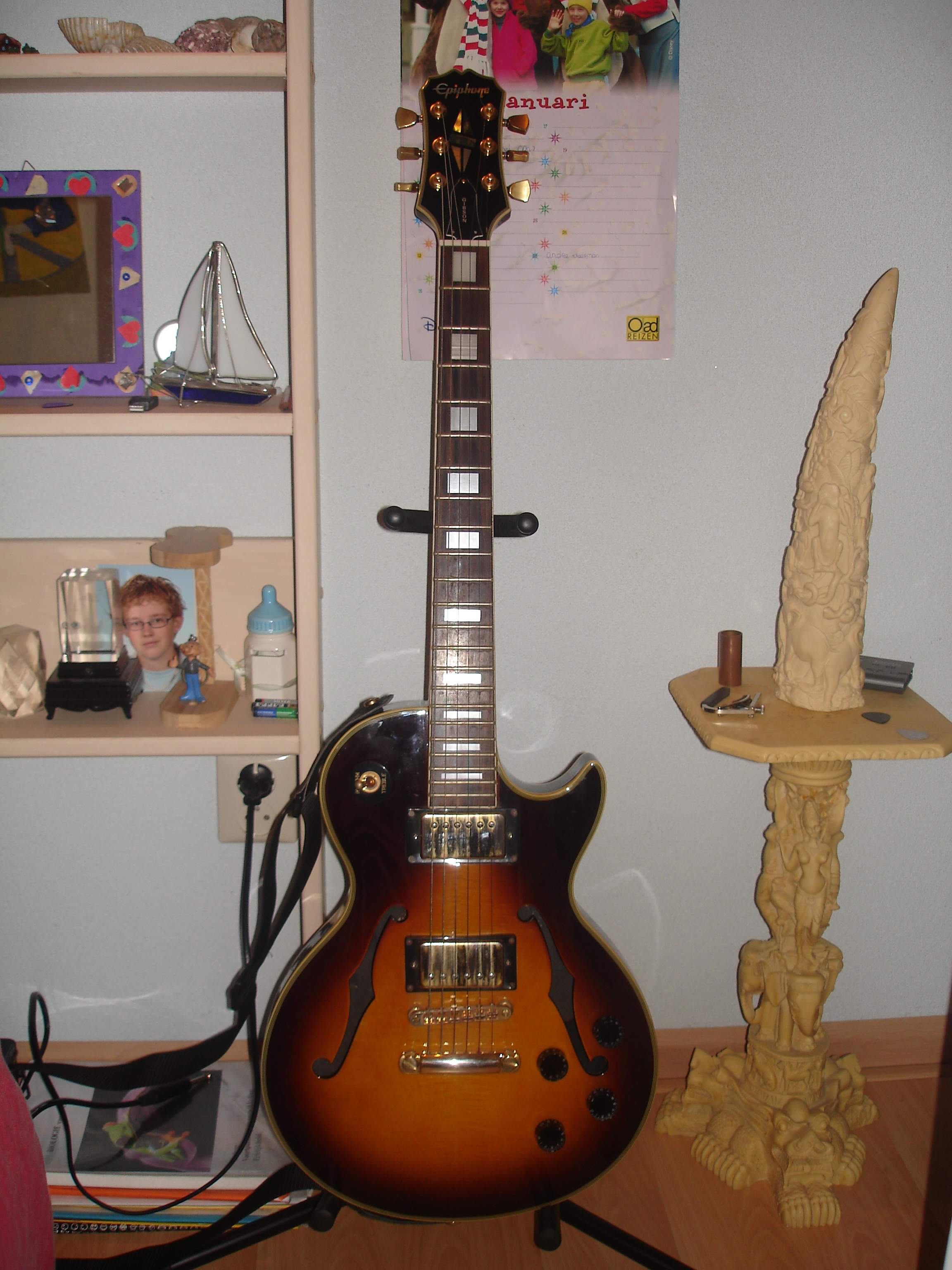
Een gitaar met 6 snaren

## Invloed van lengte en massa
Omdat bij een dikke snaar meer massa (traagheid) in beweging moet worden gezet dan bij een dunne, trilt een dikke snaar langzamer en genereert deze lagere tonen dan een dunne. De resonantiefrequenties van een dikke snaar zijn, bij gelijke spanning van de snaar, dus lager.
Bij snaren van gelijke dikte zal de lengte dus omgekeerd evenredig zijn met het trillingsgetal, mits de spanning op beide snaren hetzelfde is. De combinatie van spanning, massa en lengte bepaalt de hoogte van de grondtoon die de snaar voortbrengt.

## Toepassingen
Snaren worden toegepast in snaarinstrumenten, zoals een gitaar, een basgitaar, een viool en een piano. Als de spanning in de snaar hoger is, worden de trillingsfrequenties eveneens hoger. Via een stemmechaniek (een stemschroef of stempen) kan een snaar op de correcte toonhoogte worden gestemd.
Regelmatig stemmen is noodzakelijk. Zo is het voor de meeste strijkinstrumenten tijdens een concert nodig om na elk muziekstuk bij te stemmen. Een concertpiano wordt doorgaans voor elk concert of optreden gestemd. In een woonhuis is dat niet noodzakelijk. Voor een stabiele, oudere, piano is 2x per jaar stemmen voldoende. Bij een nieuwe piano moet vaker gestemd worden.
Snaren kunnen op den duur knappen of gaan roesten. Pianosnaren knappen zelden, maar viool- of gitaarsnaren vrij vaak, met name de dunnere snaren. Ook kunnen snaren na verloop van tijd een zekere onzuiverheid gaan vertonen, niet meer zoals dat heet 'kwintenrein' zijn. De boventonen van de snaar stemmen niet meer overeen met de in kwinten gestemde andere snaren.